# Wey Mocha
Wey Mocha или Wey 05 — среднеразмерный кроссовер класса премиум, выпускающийся подразделением Wey компании Great Wall Motor.

## Описание
Wey Mocha был представлен в январе 2021 года на автосалоне в Шанхае. Продажи начались в апреле того же года в Китае. Название Mocha автомобиль получил в честь кофейного напитка моккачино.
Wey Mocha оснащается 2,0-литровым бензиновым двигателем мощностью 157 кВт (211 л. с.). Также существуют гибридные автомобили с электрическим пробегом около 200 км.
До рестайлинга на европейском рынке Mocha носил название Coffee 01, а с 2024 года — GWM Wey 05.

## Галерея

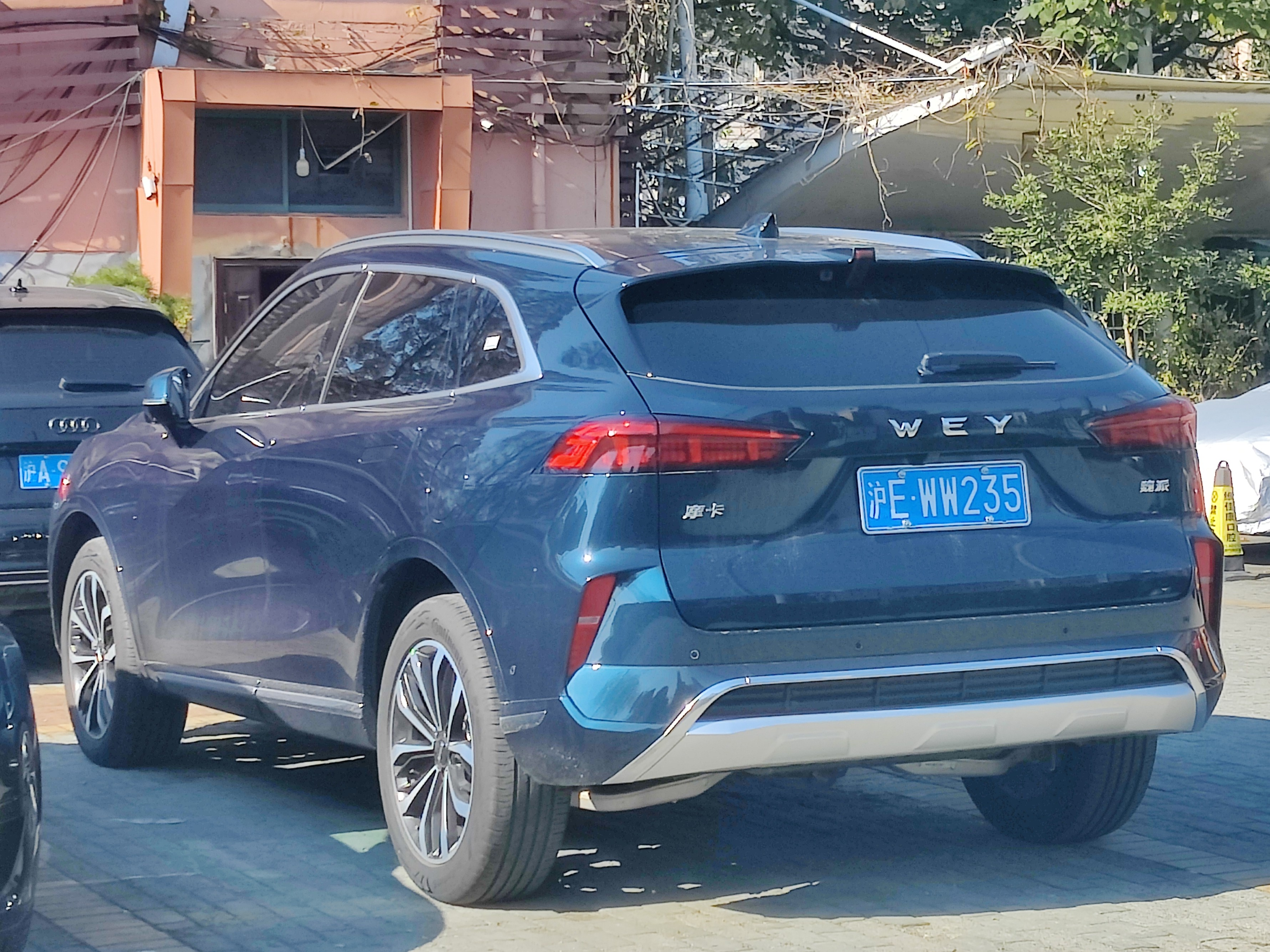
Вид сзади
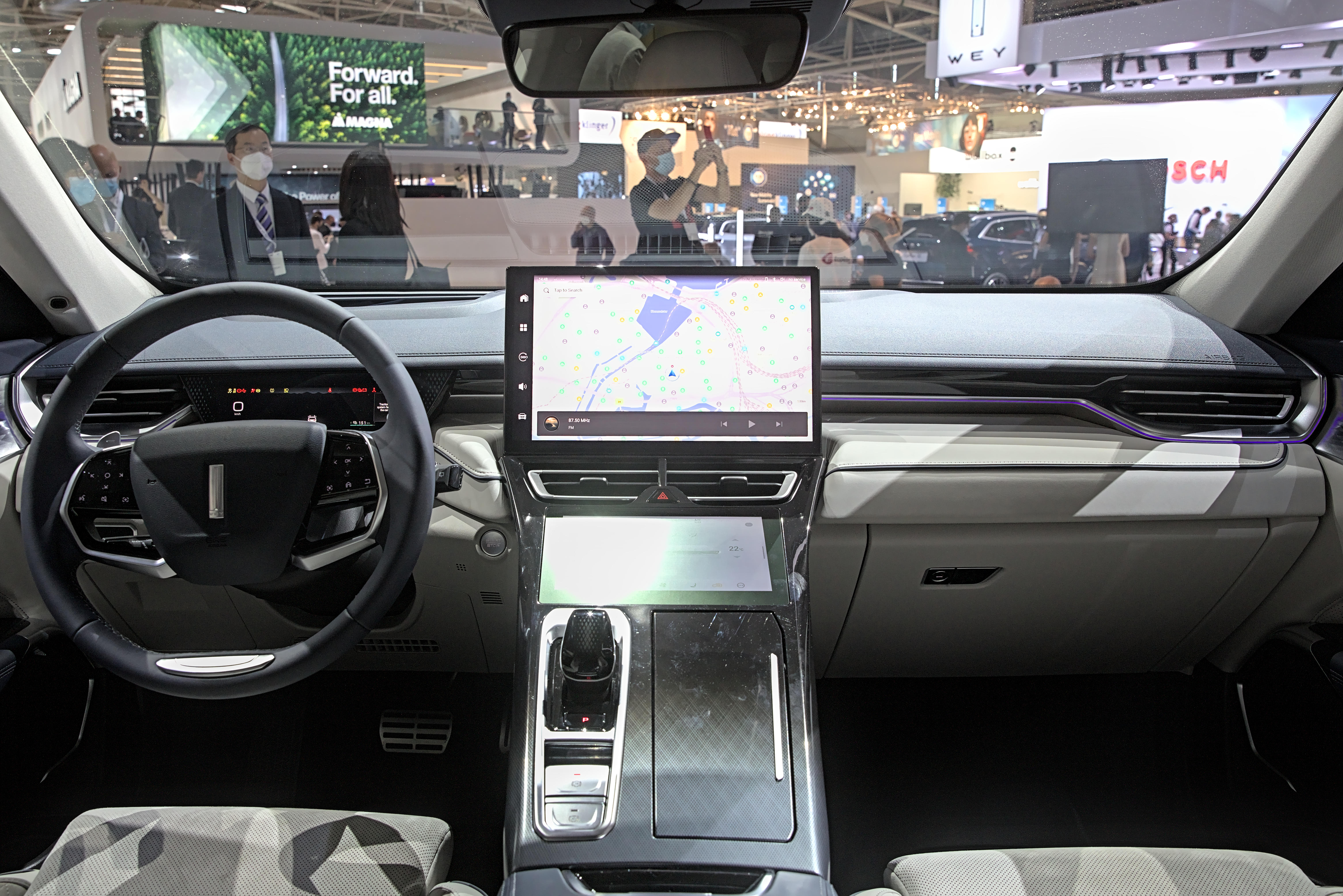
Интерьер
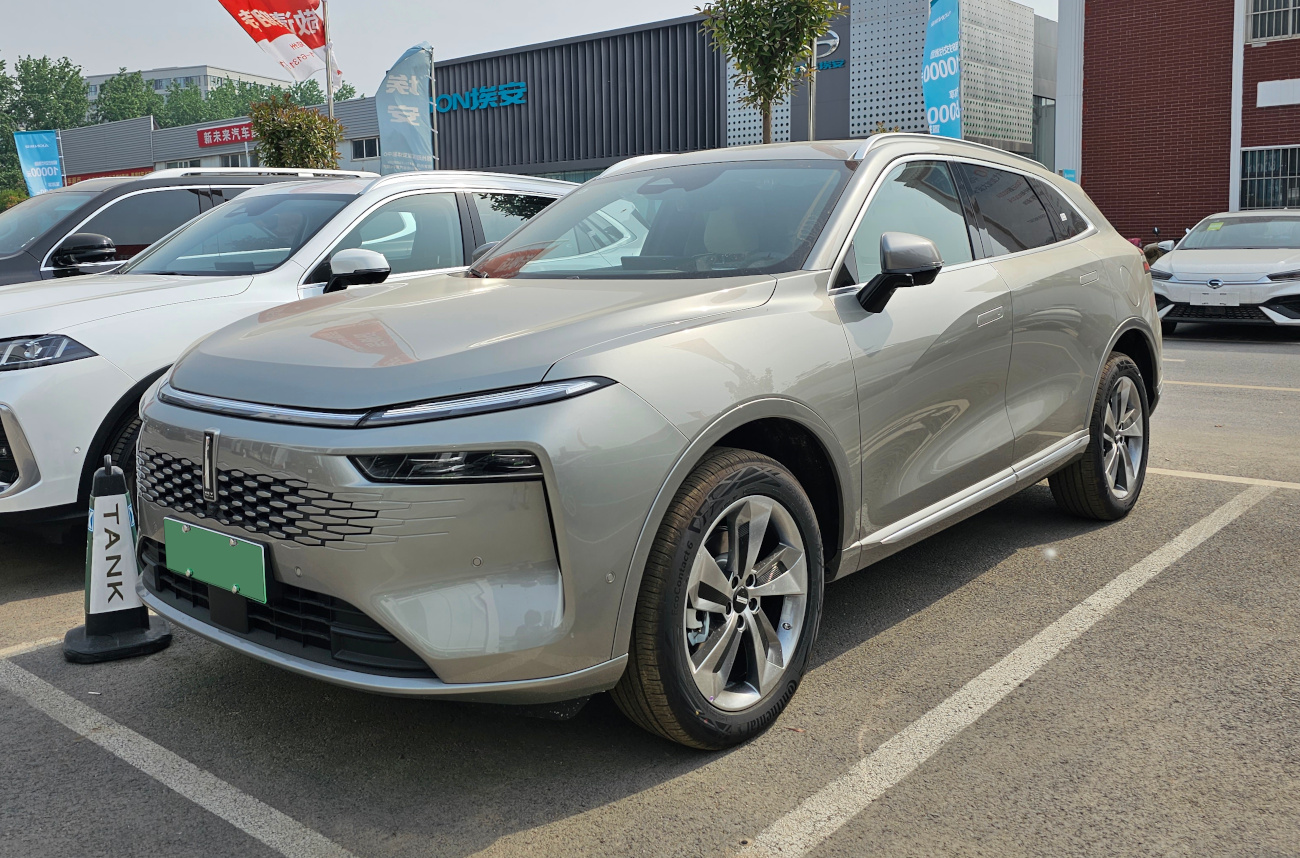
Рестайлинг передней части
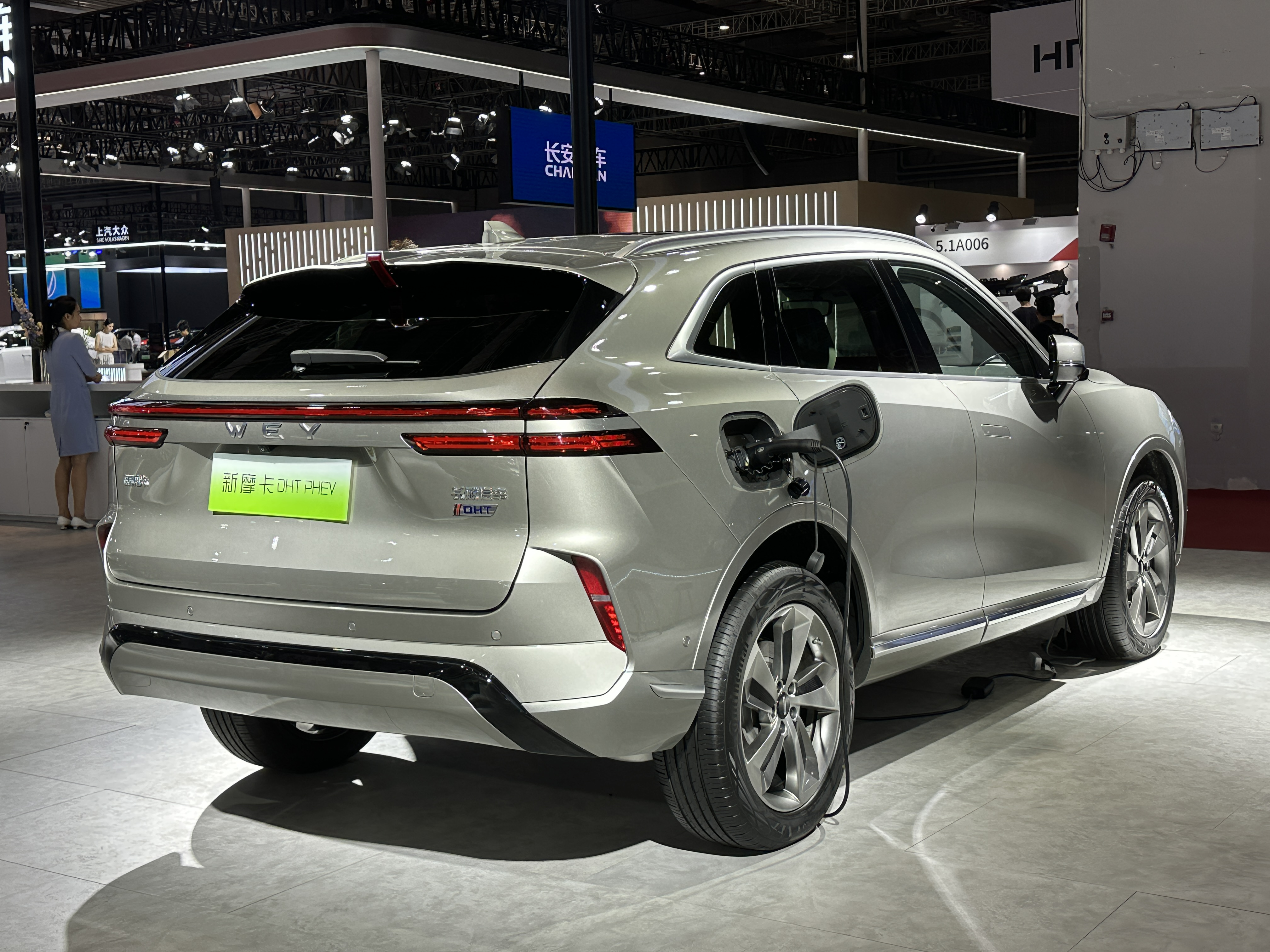
Рестайлинг задней части